# Čantavir
Čantavir (ćir.: Чантавир, mađ.: Csantavér) je naselje u općini Subotica u Sjevernobačkom okrugu u Vojvodini.

## Stanovništvo
U naselju Čantaviru živi 7.178 stanovnika, od čega 5.661 punoljetan stanovnika s prosječnom starosti od 40,8 godina (39,1 kod muškaraca i 42,3 kod žena). U naselju ima 2.801 domaćinstvo, a prosječan broj članova po domaćinstvu je 2,59.
Prema popisu iz 1991. godine u naselju je živjelo 7.940 stanovnika.
| Etnički sastav 2002. |            |        |
| Narod                | Stanovnika | %      |
| Mađari               | 6.632      | 92,39% |
| Romi                 | 233        | 3,24%  |
| Srbi                 | 54         | 0,75%  |
| Jugoslaveni          | 51         | 0,71%  |
| Bunjevci             | 24         | 0,33%  |
| Hrvati               | 22         | 0,30%  |
| Nijemci              | 6          | 0,08%  |
| Crnogorci            | 4          | 0,05%  |
| Muslimani            | 4          | 0,05%  |
| Albanci              | 4          | 0,05%  |
| ostali               | 5          | 0,06%  |
| nepoznato            | 4          | 0,05%  |

| broj stanovnika | 9397  | 9265  | 9341  | 9085  | 8596  | 7940  | 7178  |
|                 | 1948. | 1953. | 1961. | 1971. | 1981. | 1991. | 2001. |

## Poznate osobe
- Matilda Obradović, slikarica u tehnicislame

## Šport
- nogometni klub Čantavir[3]

## Vanjske poveznice
- Karte, položaj vremenska prognoza  Arhivirana inačica izvorne stranice od 5. lipnja 2009. (Wayback Machine)
- Satelitska snimka naselja